# Lina Mayer
Lina Mayer, vlastním jménem Karolína Majerníková (* 8. května 1984 Košice), je slovenská zpěvačka, skladatelka a tanečnice. Její první singl, nesoucí název Dream, vydala v roce 2012, ale nedosáhl mnoha ohlasů. O dva roky později nazpívala soundtrack This Time pro český film Pojedeme k moři. V roce 2015 vydala cover verzi známé písně Stay With Me od anglického zpěváka Sama Smitha. Později téhož roku vydala svůj druhý singl, který ji konečně dostal do většího povědomí. Je jím písnička Personal Sky, která sklidila velký úspěch hlavně v českých a slovenských hitparádách.

## Život
V roce 2009 se ještě pod svým rodným jménem zúčastnila soutěže Česko Slovenské superstar, kde vypadla ve třetím semifinále. Účinkovala také ve StarDance, kde tančila s hercem Sašou Rašilovem.